# Doble Bragado de 1948
La 21.ª edición de la Doble Bragado se disputó los días 10 y 11 de enero de 1948. En esta oportunidad constó de dos etapas entre la ciudad de Buenos Aires y Bragado y vuelta con una distancia total de 430 kilómetros.
El ganador fue Miguel Sevillano, quien además se impuso en la primera etapa, fue escoltado en el podio por Ceferino Perone y Enrique Molina.
De la prueba también participó el consagrado ciclista uruguayo Atilio François quien debió abandonar en la segunda etapa cuando circulaban a la altura de San Miguel por causa de una caída.

## Etapas
| Etapa | Fecha       | Recorrido              | km  | Ganador          | Líder            |
| 1ª    | 10 de enero | Buenos Aires - Bragado | 215 | Miguel Sevillano | Miguel Sevillano |
| 2ª    | 11 de enero | Bragado - Buenos Aires | 215 | Ángel Castellani | Miguel Sevillano |

## Clasificación Etapas

### Etapa 1
| Posición | Ciclista         | Tiempo  |
| -------- | ---------------- | ------- |
| 1        | Miguel Sevillano | 5 h 50' |

### Etapa 2
| Posición | Ciclista         | Tiempo |
| -------- | ---------------- | ------ |
| 1        | Ángel Castellani | 7 h 1' |
| 2        | Óscar Muleiro    | + 0"   |
| 3        | Miguel Sevillano | + 0"   |
| 4        | Cederino Perone  | + 0"   |
| 5        | Óscar Giaché     | + 0"   |

## Clasificación final
| Posición | Ciclista         | Tiempo   |
| -------- | ---------------- | -------- |
|          | Miguel Sevillano | 12 h 51' |
| 2        | Ceferino Perone  | + 0"     |
| 3        | Enrique Molina   | + 15"    |
| 4        | Óscar Giaché     | + 53"    |
| 5        | Nuncio Ramundo   | + 2' 40" |
| 6        | Guido Benvenutti | + 2' 50" |
| 7        | Jorge Olivera    | + 3' 58" |
| 8        | Óscar Muleiro    | +        |
| 9        | Víctor González  | +        |
| 10       | Ángel Castellani | +        |